# Полоз візерунковий
Полоз візерунковий (Elaphe dione) — неотруйна змія з роду Полоз-елаф (Elaphe) родини Полозові (Colubridae).

## Опис
Загальна довжина досягає 110—150 см. Тулуб порівняно тонкий, відносно коротка й широка голова досить слабо відмежована від шиї. Хвіст короткуватий. Великий передочний щиток іноді розділений у нижній своїй частині. Ширина міжщелепного щитка набагато більше його висоти, зверху його добре видно і зазвичай вдається тупим кутом поміж міжносовимими щитками, ширина яких більше їх довжини. Передлобні щитки коротким швом стикаються з надочноямковими. Тім'яні щитки переднім зовнішнім витягнутим краєм не торкаються задніх заочноямкових. Бічна луска гладенька, спинна луска має слабкі поздовжні реберця. Черевні щитки з боків черева не утворюють кута. На лусці по 2 апікальні пори. Навколо тулуба є 23-28 рядків луски. Черевних щитків у самців — 171-201, у самок — 187-214. Підхвостових - 51-78 пар. Анальний щиток розділений. 
У молодих полозів кольор шкіри коричнево-оливковий або червонувато-буро-оливковий з вузькими темно-коричневими поперечними смужками у передній частині тулуба. Малюнок голови відрізняється світло-коричневою смужкою з темнішими краями, яка проходить з боків голови від ока через нижній заочноямковий щиток до кута рота. Щитки поцятковані темними цятками, крім надочноямкових, зовнішнього краю тім'яного та луски скроневої області, по яких проходить темна смуга. У дорослих полозов є 4 поздовжніх темно-коричневі смуги, ширина кожної з яких дорівнює ширині 2 спинних лусок. З віком малюнок голови майже зникає: щитки голови стають без плям й смуг, але зберігається скронева смуга. Черево сірого, жовтуватого забарвлення зі світло-червоним блиском у задній частині або солом'яно-жовте, іноді з невеликими неправильної форми розмитими плямами. Зустрічаються меланісти зі слабковираженним малюнком. 

## Спосіб життя
Полюбляє степи, розріджені ліси, тугаї, заплави і долини річок, альпійські та субальпійські луки, окраїни боліт, аридні ландшафти, солончаки, кам'янисті й глинясті напівпустелі. Нерідко селиться поблизу людини у садах, городах, виноградниках, посівах, серед зрошуваної землі і рисових полів. Це дуже рухлива змія, гарно лазає по землі, скелях, гілках дерев й чагарників. Добре плаває. Зустрічається на висоті до 1600 м над рівнем моря. Активний вдень. Ховається у норах гризунів, дуплах дерев, порожнечах під камінням, тріщинах у ґрунті. Після зимівлі з'являється на поверхні у лютому-березні, активність триває до кінця жовтня — листопада. У разі небезпеки кінчик хвоста візерункового полоза вібрує і, вдаряючись об тверді предмети, видає характерний тріск.
Харчується дрібними ссавцями, птахами, їх яйцями і пташенятами, а також зміями, земноводними, рибою і комахами.
Це яйцекладна змія. Парування відбувається у квітні — напочатку травня. Самка відкладає у червні 5-24 яйця розміром 30-56х16-17 мм. Молоді полози довжиною до 25 см з'являються у липні-вересні.

## Поширення

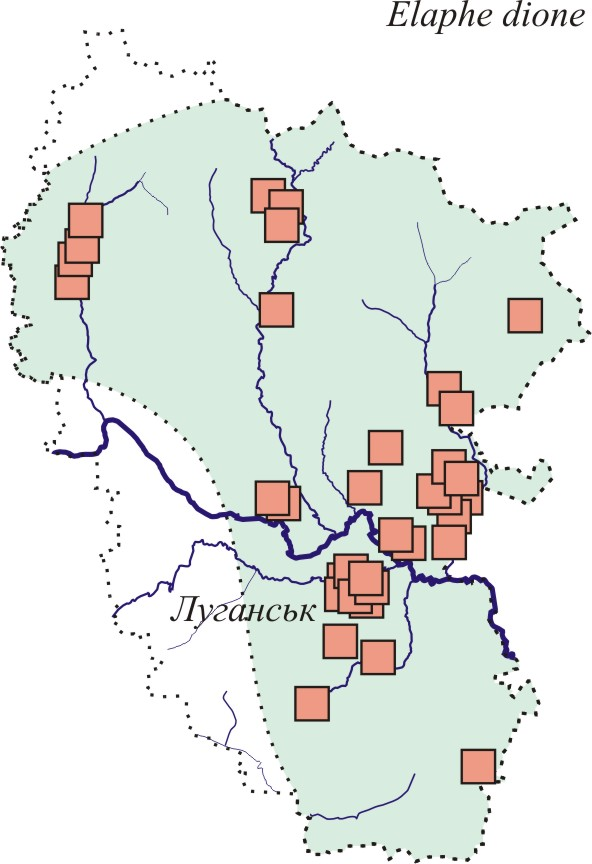
Ареал Elaphe dione на сході України (за)

Мешкає у лівобережній України, Поволжі та Передкавказ'ї, Приморському краю Росії, Кавказі, Середній Азії, Казахстані, Афганістані, північному Ірані, північному Китаї, Монголії, Кореї. 
В Україні поширення виду обмежено переважно територією Луганщини та окремих районів суміжних областей. Фактично ця територія є найзахіднішим осередком мешкання полоза візерункового.
Мапа поширення виду в цілому — 